# Pesäjärvi (sjö i S:t Michel, Södra Savolax)
Pesäjärvi är en sjö i kommunen S:t Michel i landskapet Södra Savolax i Finland. Sjön ligger 99,5 meter över havet. Arean är 1,67 kvadratkilometer och strandlinjen är 12,6 kilometer lång. Sjön  ingår i Kymmene älvs huvudavrinningsområde.   Den ligger omkring 22 kilometer nordväst om S:t Michel och omkring 210 kilometer nordöst om Helsingfors. 
I sjön finns ön Mustasaari och Meikkasaari. 
Pesäjärvi ligger nordöst om Santaranjärvi. 